# Katie Rolfsen
Hanna Katarina "Katie" Rolfsen, gift Rodriguez Arias, född den 10 november 1902 i Oslo, död den 22 september 1966 i Rådmansö församling, Frötuna kommun, Stockholms län, var en norsk-svensk skådespelare.

## Biografi
Katie Rolfsen var dotter till bagarmästaren Melchior Falk Rolfsen. Hon gick på Nasjonalteatrets balettskola i Oslo från fem års ålder, hon fortsatte studierna vid Konstakademin och dansade balett i revy från 17 års ålder. Hon debuterade 1920 och engagerades 1921 vid Casinoteatret i Oslo.
Hon filmdebuterade 1925 i Oslo med rollen Theodine i Amund Rydlands och Leif Sindings film Himmeluret. Samma år kom hon till Stockholm och engagerades av Ernst Rolf, som hon arbetade med fram till 1929, för att senare bli engagerad av Björn Hodell på Södra teatern. Från 1938 medverkade hon i Karl Gerhards revyer. Hon kom att medverka i ett 20-tal svenska filmer. 1963 tilldelades hon Karl Gerhards Hederspris. Hennes sista roll på scen var som Ulla Winblad i Bellmansspelen på Gröna Lund sommaren 1966.
Hon var gift första gången 1928–1942 med sångaren och skådespelaren Arvid Richter (1901–1963) och andra gången 1952–1961 med spanske affärsmannen Ramon Rodriguez Arias (1924–2006). Hon hade en son Sven (född 1929) och en dotter Sonja (född 1934).
Rolfsen omkom i en båtolycka 1966 utanför Västernäs vid norra delarna av Stockholms skärgård.

## Filmografi (urval)
- 1925 – Himmeluret
- 1928 – Svarte Rudolf
- 1931 – Brokiga Blad
- 1932 – Ett skepp kommer lastat
- 1934 – Kvinnorna kring Larsson
- 1935 – Tjocka släkten
- 1936 – 65, 66 och jag
- 1937 – O, en så'n natt!
- 1937 – Ryska snuvan
- 1938 – Bara en trumpetare
- 1938 – Julia jubilerar
- 1939 – Spöke till salu
- 1940 – Med dej i mina armar
- 1941 – Gentlemannagangstern
- 1942 – Livet på en pinne
- 1945 – Hans Majestät får vänta
- 1947 – En fluga gör ingen sommar
- 1947 – Får jag lov, magistern!
- 1951 – Dårskapens hus
- 1952 – Kronans glada gossar
- 1954 – Aldrig med min kofot eller Drömtjuven
- 1954 – Sju svarta "Be-Hå"
- 1955 – Karusellen i fjällen
- 1955 – Congreso en Sevilla
- 1965 – Att angöra en brygga

## Teater

### Roller (ej komplett)

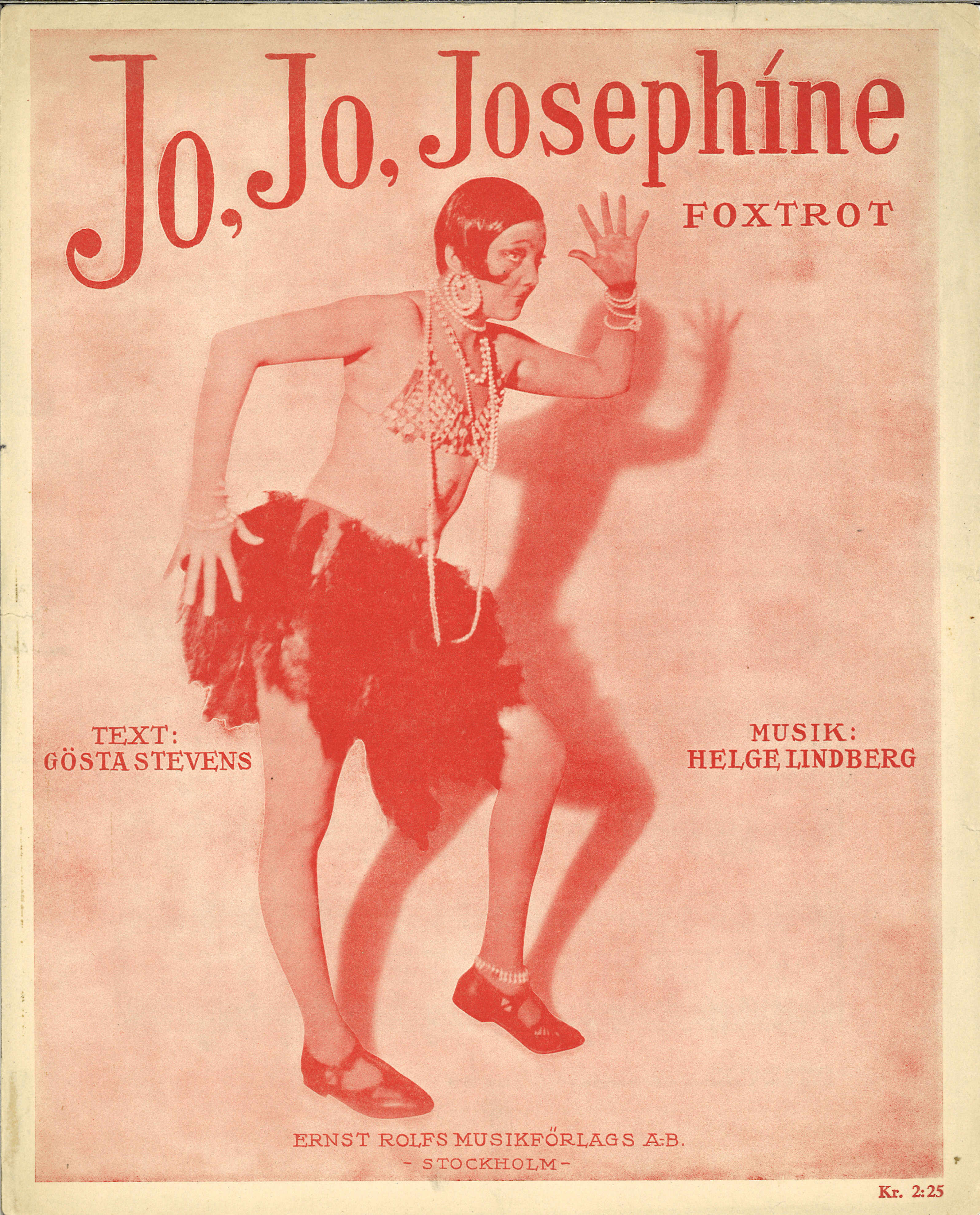
Katie Rolfsen som Joséphine Baker i Rolfrevyn 1928.

| År   | Roll                                  | Produktion                                                               | Regi                          | Teater              |
| ---- | ------------------------------------- | ------------------------------------------------------------------------ | ----------------------------- | ------------------- |
| 1931 |                                       | Här va' de' eller Varuhuset Sverige, revy Karl Gerhard och Gösta Stevens |                               | Södra Teatern       |
| 1931 | Jenny, hembiträde                     | Sympatiska Simon Fridolf Rhudin                                          | Fridolf Rhudin Henning Ohlson | Södra Teatern       |
| 1932 | Medverkande                           | Här va' de'!, revy Gösta Stevens och Kar de Mumma                        | Björn Hodell                  | Södra Teatern       |
| 1932 | Fru Pontus                            | Vi som går köksvägen Gösta Stevens                                       | Nils Lundell                  | Södra Teatern       |
| 1933 | Medverkande                           | Ett leende år, revy Gösta Stevens och Kar de Mumma                       | Björn Hodell                  | Södra Teatern       |
| 1934 | Medverkande                           | Sol över Söder, revy                                                     |                               | Södra Teatern       |
| 1936 | Medverkande                           | Klart söderut, revy Kar de Mumma och Åke Söderblom                       | Björn Hodell                  | Södra Teatern       |
| 1937 | Bessie Bunting                        | Jill Darling Marriott Edgar och Vivian Ellis                             | Karl Kinch                    | Oscarsteatern       |
| 1944 | Medverkande                           | Wallyrevyn                                                               | Leif Amble-Naess              | Cirkus, Stockholm   |
| 1947 | Medverkande                           | Trivsel-Sverige, revy Karl Gerhard                                       | Gösta Terserus                | Oscarsteatern       |
| 1948 | Medverkande                           | Stockholm hela dan, revy Kar de Mumma                                    | Douglas Håge                  | Södra Teatern       |
| 1952 | Medverkande                           | Kyss mej Katie Karl Gerhard                                              | Per Gerhard                   | Chinateatern        |
| 1956 | Medverkande                           | Pst!, revy Stig Bergendorff och Gösta Bernhard                           | Gösta Bernhard                | Blancheteatern      |
| 1959 | Medverkande                           | Två träd, revy Karl Gerhard                                              | Hasse Ekman                   | Idéonteatern        |
| 1961 | Medverkande                           | Ursäkta handsken, revy Karl Gerhard                                      | Tage Danielsson               | Idéonteatern        |
| 1962 | Pasifaë                               | Hjälten Alfred Werner                                                    | Sandro Malmquist              | Uppsala stadsteater |
| 1964 | Magdalena Langensporre, stiftsjungfru | Apoteket Sparven Hasse Ekman                                             | Hasse Ekman                   | Intiman             |
| 1966 | Syster George/June Buckridge          | Syster George Frank Marcus                                               | Hans Råstam                   | Borås stadsteater   |

## Radioteater

### Roller
| År   | Roll                                 | Produktion | Regi        |
| ---- | ------------------------------------ | --- | ----------- |
| 1941 | Fru Karlsson, institutets innehavare | Bliv er själv eller pengarna tillbaka! Ett besök på psykiska korrektionsinstitutet, radiokabaret Nils-Georg, Einar Hylin och Nils Söderman |             |
| 1942 | Medverkande                          | Upp till kamp, flickor, kabaret |             |
| 1943 |                                      | Oss flickor emellan Georg Eliasson |             |
| 1946 | Medverkande                          | Bortom alla väggar, kabaret Gustaf Carlström                                                                                               | Johan Falck |